# Chiesa di San Bernardo d'Aosta
La chiesa parrocchiale di San Bernardo d'Aosta è un edificio religioso che si trova a Verzasca, nella frazione di Frasco, in Canton Ticino.

## Storia
Eretta probabilmente nel corso del XIV secolo, venne rimaneggiata diverse volte fra il XVI ed il XVIII secolo.

## Descrizione
La chiesa ha una pianta a croce ricoperta da volta a botte lunettata e volta a crociera.